# إدوارد مولر (سياسي ألماني)
إدوارد مولر (بالألمانية: Eduard Müller)‏ هو عالم عقيدة وسياسي ألماني، ولد في 1818 في بولندا، وتوفي في 1895 في نيسا في بولندا. حزبياً، نشط في حزب الوسط. وقد انتخب عضو مجلس النواب البروسي وانتخب عضو مجلس النواب الألماني للإمبراطورية الألمانية.